# جيمس بول
جيمس بول (22 ديسمبر 1976 في المملكة المتحدة - ) (بالإنجليزية: James Bull)‏ هو لاعب كريكت بريطاني. لعب مع Leicestershire Cricket Board ‏ ونادي الكريكت في جامعة أكسفورد ‏.

## وصلات خارجية
- جيمس بول على موقع إي آس بي آن كريك إنفو (الإنجليزية)